# Кендзерувка
Кендзерувка (пол. Kędzierówka) — село в Польщі, у гміні Пражмув Пясечинського повіту Мазовецького воєводства.
Населення — 388 осіб (2011).
У 1975-1998 роках село належало до Варшавського воєводства.

## Демографія
Демографічна структура станом на 31 березня 2011 року:
|          | Загалом | Допрацездатний вік | Працездатний вік | Постпрацездатний вік |
| -------- | ------- | ------------------ | ---------------- | -------------------- |
| Чоловіки | 184     | 32                 | 137              | 15                   |
| Жінки    | 204     | 46                 | 126              | 32                   |
| Разом    | 388     | 78                 | 263              | 47                   |